# JLS (album)
JLS este albumul de debut al formației britanice JLS. Colecția de cântece reprezintă prima apariție discografică a grupului după apariția sa la emisiunea-concurs The X Factor. Materialul a fost lansat în luna noiembrie 2009 în Irlanda și Regatul Unit, fiind comercializat atât în format CD, cât și format digital. Majoritatea cântecelor de pe album reprezintă o combinație de muzică pop, R&B și electronica.
Primul disc single, „Beat Again” (lansat în iulie 2009), a ocupat prima poziție în UK Singles Chart și a câștigat locul secund în România. Acesta a fost urmat de „Everybody in Love”, care s-a bucurat de un succes similar, urcând și el în vârful clasamentului britanic, în urma unei apariții televizate la The X Factor. Cea de-a treia compoziție ce s-a bucurat de promovare a fost „One Shot”, care a intrat în primele zece trepte ale ierarhiei britanice cu o o lună înaintea lansării sale oficiale. Popularitatea albumului va fi sporită, odată cu începerea primului turneu al formației.
Materialul a primit atât recenzii pozitive, cât și critici, câștigând numeroase calificative de 2/5 din partea presei din Europa. Cu toate acestea, albumul a debutat pe prima poziție atât în Irlanda, cât și în Regatul Unit, unde a devansat locul secund cu mai puțin de 2.000 de exemplare. Grație celor aproximativ 240.000 de unități comercializate într-o singură săptămână, JLS a devenit unul dintre cele mai cunoscute discuri ale anului 2009. Materialul a fost răsplătit cu triplu disc de platină în țara natală a grupului, înregistrând vânzări de peste un milion de exemplare în cele două teritorii unde a fost promovat.

## Informații generale și compunere
În luna decembrie a anului 2008, JLS a câștigat locul secund în cadrul emisiunii-concurs The X Factor, fiind devansați de solista Alexandra Burke. Formația a obținut un total de 42% din voturile publicului telespectator, cu un milion de voturi mai puțin decât Burke.
În urma succesului întâmpinat în cadrul spectacolului The X Factor, casa de discuri a lui Simon Cowell, Syco Music, a anunțat faptul că va semna un contract cu JLS. La scurt timp însă, The Sun a relatat faptul că oferta a fost revocată, formația semnând în final cu compania Epic Records.
Odată cu începerea înregistrărilor pentru albumul de debut, grupul a colaborat cu o serie de producători. Ultarior a fost anunțat faptul că interpretul de muzică R&B Ne-Yo și-a oferit să ajute formația să intre pe piața muzicală americană. Primul single, „Beat Again” a fost compus de Steve Mac și Wayne Hector, primul dintre ei colaborând cu formația și la realizarea înregistrării „Crazy for You”. JLS a colaborat și cu J.R. Rotem la compoziția „Everybody in Love”, care a produs, printre altele, șlagărele „SOS” (Rihanna) sau „Better in Time” (Leona Lewis). De asemenea, de-a lungul procesului de înregistrare al materialului, a fost imprimată o preluare după piesa „Umbrella”, hitul Rihannei din anul 2007, cântecul fiind interpretat în timpul spectacolului The X Factor. Cu toate acestea, versiunea grupului nu a ajuns pe album, ea fiind distribuită doar alături de discul single „Beat Again”. Pentru disc a fost contactată și echipa de producători Metrophonic, cinci dintre înregistrările acestora fiind incluse pe disc. O altă apariție importantă pe album o constituie interpretul și compozitorul Taio Cruz, el participând la realizarea versurilor cântecului „Keep You”.

## Recenzii
| Sursa                 | Punctaj   | Note   |
| --------------------- | --------- | ------ |
| Allmusic              | 3/5 stele | [ 34 ] |
| Digital Spy           | 2/5 stele | [ 19 ] |
| Entertainment Ireland | 2/5 stele | [ 8 ]  |
| In The News           | 2/5 stele | [ 20 ] |
| Stuck Records         | 2/5 stele | [ 35 ] |
| The Guardian          | 2/5 stele | [ 9 ]  |
| The Music Fix         | 2/5 stele | [ 36 ] |
| The Scotsman          | 1/5 stele | [ 37 ] |
| Times Online          | 1/5 stele | [ 6 ]  |
| Virgin Media          | 3/5 stele | [ 38 ] |
| Yahoo! Music          | 3/5 stele | [ 39 ] |

Percepția criticilor asupra discului a fost împărțită. David Balls de la Digital Spy afirmă în recenzia materialului următoarele: „albumele grupurilor de băieți au fost întotdeauna destul de modeste — nu-i vei găsi pe Blue sau Boyzone pe vreo listă de discuri influente — dar JLS au stabilit niște standarde mai înalte la The X Factor [...] Din nefericire, entuziasmul nu a fost transpus și pe primul lor album. Armata lor de fani loiali se va asigura de faptul că [materialul] se va vinde, dar este destul de puțin aici să justifice pentru ce au fost votați”. Jenny Mulligan de la Entertainment Ireland oferă albumului două puncte dintr-un total de cinci, motivând: „pentru o formație care a dovedit de-a lungul a zece finale live X Factor faptul că poate cânta cu adevărat, este criminal modul în care sunt redate vocile lor. Vocile sunt ori foarte modificate pe calculator dincolo de orice recunoaștere, ori strânse împreună încât o voce este aproape de nerecunoscut față de alta”.
Editorul Melanie Shaw de la In The News declară că „băieții arată promițător și au câștigat deja un premiu MOBO, cu toate acestea, dacă acest album va câștiga orice este discutabil. Probabil dacă grupul ar coborî mai mult pe ruta R&B și mai puțin pe cea de formație de băieți, lucrurile ar arăta mult mai bine pentru ei din perspectiva premiilor”. Johnny Dee de la Virgin Media susține: „fără îndoială ei vor deține inimile adolescenților pentru următoarele nouă luni, dar dacă aceștia vor sfârși prin a deveni învinși precum la I'm A Celebrity sau echivalentul masculin al [formației] Girls Aloud este deschis pentru dezbateri”.
Cu toate acestea, albumul a fost apreciat de Daniel Wilcox, de la 411 Mania, care este de părere că „JLS este un material care include o mulțime de potențiale șlagăre, asemeni lui Good Girl Gone Bad al Rihannei sau The Fame, al lui Lady GaGa, în sensul că orice cântec de pe acest disc ar putea activa bine în clasamentele din întreaga lume. Exista piese ritmate care au dominat deja clasamentele britanice în ultimele luni, precum și câteva balade decente pe acest album, notabilă «Close To You», care arată faptul că în timp ce ei pot fi foarte prefabricați, formația are câțiva interpreți buni”. De asemenea, Jaime Gill de la Yahoo! Music a oferit materialului șase puncte dintr-un total de zece, afirmând: „pe cântece precum «Heal This Heartbreak» orice persoană nepărtinitoare ar admite că JLS este mult mai convingător și mult, mult mai bun decât ar avea dreptul să fie”.

## Conținut
Albumul se deschide cu primul disc single, „Beat Again”, care a fost descris de componentul Aston Merrygold ca reprezentând „sound-ul individual” al formației. JLS și-a motivat alegerea piesei ca disc single prin faptul că doreau să depășească așteptările publicului, care preconiza promovarea unei preluări. Cel de-al doilea cântec de pe material este și cel de-al doilea single al albumului, „Everybody in Love”. Despre acesta grupul a declarat faptul că „va fi cel mai bun single de pe album”, făcând referire la el și prin sintagma „absolut uriaș”. JLS continuă cu înregistrarea „Keep You” — prima de pe album al cărei text a fost scris în colaborare cu cei patru artiști componenți ai grupului — care a fost descrisă de Digital Spy că fiind „atât actuală, cât și interesantă”. Datorită numărului mare de descărcări digitale înregistrat în săptămâna lansării materialului de proveniență, cântecul a intrat atât în ierarhiile compilate de iTunes, cât și în clasamentul britanic. Cea de-a patra compoziție, „Crazy for You”, era inițial plasată la finele listei de redare, însă s-a hotărât mutarea sa între primele piese ale albumului. Înregistrarea a fost apreciată pentru faptul că „evidențiază abilitățile vocale ale grupului la maximum”. Asemeni lui „Keep You”, „Crazy for You”, a intrat în ierarhiile din Regatul Unit la scurt timp de la lansarea materialului de proveniență.
„Heal This Heartbreak” este notabil pentru influențele sale de flamenco, care se îmbină cu cele de muzică disco. Piesa a fost compusă de Jonas Jeberg și Cutfather și imprimată în Anglia și Danemarca, ea fiind singura înregistrare a echipei de producători ce a fost inclusă pe album. „Close to You” reprezintă unul dintre cele cinci cântece produse de grupul Metrophonic care au fost adăugate pe material. Construită cu ajutorul unui ritm de chitară acustică, piesa se află în contrast cu stilul abordat pe înregistrarea anterioară, „Heal This Heartbreak”. Al șaptelea cântec aflat pe lista de redare, „Only Tonight”, a fost realizat de către DEEKAY, reprezentând una dintre cele două compoziții ale echipei de producție incluse pe disc. Cel de-al treilea single al albumului, „One Shot”, a fost imprimat în Regatul Unit și Statele Unite ale Americii, pentru realizarea sa grupul colabărând cu Soulshock & Karlin. Piesa este notabilă pentru faptul că prezintă două tempouri, spre deosebire de majoritatea compozițiilor. Aidoma cu „Keep You” și „Crazy for You”, „One Shot” a intrat în ierarhiile britanice datorită descărcărilor digitale la scurt timp după lansarea albumului.
Discul se continuă cu trei producții semnate Metrophonic — „Private”, „Don't Go” și „Only Making Love” — versurile tuturor fiind scrise de artiștii componenți ai formației JLS în colaborare cu o serie de textieri. Primul a fost descris ca fiind „o încercare destul de convingătoare de a crea un adevărat șlagăr pentru cluburile de noapte”, în timp ce al doilea a fost ales de PopJustice în rubrica sa „Cântecul zilei”. „Only Making Love” a fost una dintre cele mai apreciate înregistrări ale albumului de către 411 Mania. Penultimul cântec, „Kickstart”, este o compoziție ritmată, în contrast cu balada „Tightrope”, cea care închide lista de redare a materialului JLS.

## Lansare
Materialul JLS a beneficiat de promovare doar la nivel regional, în Irlanda și Regatul Unit, acestea fiind și singurele teritorii unde compact discul a fost comercializat. Albumul a fost lansat inițial în prima țară, pe data de 6 noiembrie 2009, cu trei zile în avans față de Regatul Unit. Colecția de cântece a fost distribuită atât în format digital, cât și în format CD. Alături de albumul propriu-zis, un DVD special a fost distribuit de lanțul de magazine Asda, alături de materialul JLS. Fotografia de prezentare a produsului bonus este aceeași cu cea folosită pentru coperta albumului, cu excepția faptului că prezintă imaginea color, spre deosebire de coperta oficială în care se face uz de efectul „alb-negru”. DVD-ul conține videoclipurile primelor două discuri single — „Beat Again” și „Everybody in Love” — alături de o serie de interviuri.
Albumul a beneficiat de cinci coperte diferite, cea standard — cu toți membrii grupului pe fotografia de prezentare — și patru coperte individuale cu fiecare dintre componenții formației, pe fundal fiind afișate culori distincte.

## Promovare
Pentru a promova albumul JLS, formația a început un turneu de promovare care a luat startul în luna februarie a anului 2010. Seria de cincisprezece spectacole a fost anunțată în luna iulie 2009, biletele începând a fi comercializate în aceeași lună.
 Primul concert a fost susținut pe data de 1 februarie 2010 în orașul englez Ipswich, iar ultimul va avea loc pe data de 21 februarie, cu o zi înaintea lansării discului single „One Shot”. Stocul de bilete pus la dispoziția cumpărătorilor a fost epuizat în mai puțin de douăzeci și patru de ore de la startul comercializării, prăbușind sistemele informatice ale agenților de rezervări. Datorită cererii semnificative, au mai fost adăugate alte șase concerte în cadrul acestui turneu.
Un al doilea turneu se dorește a fi susținut la finele aceluiași an. Ulterior, a fost anunțată prelungirea cu alte trei spectacole, acestea urmând a fi susținute în primele zile ale anului 2011. Spre deosebire de turneul din februarie, cel din decembrie 2010 va conține și cântece care vor fi incluse pe cel de-al doilea album de studio al formației. De asemenea, în martie 2010 s-a anunțat o nouă extindere a turneului, acesta luând startul pe data de 29 noiembrie 2010 în orașul scoțian Aberdeen.
Alte forme de promovare au constat în filmarea unui scurtmetraj în care au fost prezentate primele trei discuri single și o reclamă.

## Discuri single
- „Beat Again” a fost primul single lansat de pe album, comercializarea sa luând startul în vara anului 2009.[11] Înregistrarea a fost apreciată de criticii muzicali, Digital Spy declarând că: „este considerabil mai interesant decât 99% dintre discurile single lansate de un artist afiliat la X Factor”.[59] Cântecul a debutat pe locul 1 în UK Singles Chart la doar șapte zile de la lansare, grație celor 106.299 de unități vândute într-o singură săptămână.[60] Piesa a devenit un șlagăr și în țări precum Bulgaria, Irlanda sau România.[12][13] Compoziția a fost nominalizată la numeroase trofee, câștigând un premiu la gala MOBO Awards, la categoria „Cel mai bun cântec”.[61]
- Cel de-al doilea single al materialului — „Everybody in Love” — a fost lansat cu o săptămână înaintea albumului de proveniență.[62] Piesa a fost promovată în cadrul emisiunii-concurs The X Factor în preziua lansării în format CD, sporind unitățile comercializate ale înregistrării.[15] Asemeni predecesorului său, „Everybody in Love” a obținut locul 1, însă a câștigat vânzări de peste 120.000 de exemplare în primele șapte zile.[63] Compoziția a fost apreciată de critici, I Like Music fiind de părere că „piesa le pune în valoare foarte bine vocile celor patru”.[64] Cântecul a intrat și în ierarhiile compilate de revista Billboard, ocupând treapta cu numărul 4 în European Hot 100.[65] „Everybody in Love” este și primul single de pe album ce beneficiază de promovare în Statele Unite ale Americii.[66]
- „One Shot” — cel de-al treilea single — a intrat în clasamentele britanice înaintea unei confirmări a titulaturii de disc single.[45] Odată cu lansarea videoclipului, piesa și-a făcut apariția în primele patruzeci de trepte ale clasamentului UK Singles Chart, pentru ca o săptămână mai târziu să intre în top 10.[17] Compoziția a primit atât aprecieri, cât și critici, Stuck Records afirmând că „există o cantitate uimitoare de influențe eurodance, cum ar fi efectele incluse pe «One Shot», care amintesc de Sash!”,[35] în timp ce Entertainment Ireland susține faptul că „vocile lente intră în conflict cu ritmurile discontinue ce acompaniază versurile”.[8]

Alte cântece notabile
- La scurt timp de la lansarea albumului au intrat în clasamente trei înregistrări, „One Shot” (locul 81 — înaintea lansării), „Crazy for You” (locul 115) și „Keep You” (locul 184).[45]
- Inițial, se speculase faptul că înregistrarea „Kickstart” urma a fi lansată ca cel de-al patrulea single al albumului (pe data de 17 mai 2010),[67] însă zvonurile au fost infirmate de formație, susținând faptul că succesorul compoziției „One Shot” va fi primul extras pe single de pe următorul material discografic.[68][69][70]

## Ordinea pieselor pe disc
- Surse:[3][32]

| Nr. | Titlu                  | Textier(i)                                                      | Durată | Note   |
| --- | ---------------------- | --------------------------------------------------------------- | ------ | ------ |
| 01. | „Beat Again”           | Wayne Hector, Steve Mac                                         | 3:19   | [A]    |
| 02. | „Everybody in Love”    | Wayne Hector, J. R. Rotem, Felicia Jensen                       | 3:15   | [A]    |
| 03. | „Keep You”             | JLS, Fraser Smith, Taio Cruz                                    | 3:00   | [B]    |
| 04. | „Crazy for You”        | Wayne Hector, Steve Mac                                         | 3:36   | [B]    |
| 05. | „Heal This Heartbreak” | JLS, Mich Hansen, Jonas Jeberg, Chris Braide                    | 3:44   | —      |
| 06. | „Close To You”         | JLS, Paul Barry, Graham Stack                                   | 3:50   | —      |
| 07. | „Only Tonight”         | JLS, Lars Jensen, Martin Larsson, Ali Tennant                   | 3:38   | —      |
| 08. | „One Shot”             | C. Shack, K. Karlin, Michael Warren, Brandon White, Sean Hurley | 3:47   | [A][B] |
| 09. | „Private”              | JLS, Paul Meehan, Ayak Thiik                                    | 3:13   | —      |
| 10. | „Don't Go”             | JLS, Jamie Scott, G. Stack                                      | 2:52   | —      |
| 11. | „Only Making Love”     | JLS, P. Meehan, Tim Woodcock                                    | 3:46   | —      |
| 12. | „Kickstart”            | JLS, L. Jensen, M. Larsson, A. Tennant                          | 3:10   | [C]    |
| 13. | „Tightrope”            | JLS, P. Barry, G. Stack                                         | 3:26   | —      |

Alte cântece înregistrate
- „Umbrella” (preluare după șlagărul Rihannei) — Cântec inclus pe fața B a discului „Beat Again”;[11]
- „Spell It Out” — Cântec inclus pe fața B a discului „Everybody in Love”;[71]
- „Mary” — Cântec inclus pe fața B a discului single „One Shot”;[72]

Note
- A ^ Extras pe disc single.
- B ^ Cântecul a intrat în clasamente fără a beneficia de promovare.
- C ^ Se dorea a fi lansat ca extras pe single.

## Prezența în clasamente și vânzări
Prima apariție în clasamente a albumului JLS a fost înregistrată în ierarhia irlandeză, unde a debutat pe locul 1 la doar șapte zile de la startul comercializării, devansând materiale semnate Snow Patrol sau Robbie Williams. Discul a staționat în vârful listei muzicale timp de două săptămâni. Concomitent, albumul a debutat și în clasamentul britanic, unde a ocupat aceeași poziție ca și în Irlanda. JLS a fost lansat în aceeași zi cu materialul de revenire al lui Robbie Williams, Reality Killed The Video Star, în timpul primei săptămâni fiind raportate o serie de schimbări de situație în UK Albums Chart. În final, discul formației ajunsese să fie comercializat în aproximativ 240.000 de exemplare, cu 1% mai mult decât albumul lui Williams. Aceste cifre au ajutat materialul JLS să devină — la acel moment — albumul cu cele mai mari vânzări înregistrate în doar șapte zile, pe durata anului 2009, această distincție revenindu-i acum discului I Dreamed a Dream, al lui Susan Boyle. Simultan, colecția de înregistrări a debutat pe locul 8 în ierarhia europeană compilată de Billboard și pe treapta cu numărul 4 în clasamentul mondial, grație celor peste 245.000 de unități comercializate în cele două regiuni.
Ulterior, JLS a fost devansat de materialul Echo, al Leonei Lewis, înregistrând vânzări de peste 133.500 de copii. Până la finele anului 2009, albumul formației s-a comercializat în aproximativ un milion de exemplare, fiind cel de-al șaselea cel mai bine vândut album al anului. În ianuarie 2010 JLS a fost răsplătit cu un triplu disc de platină pentru vânzările obținute în Regatul Unit.

## Clasamente
| Țară (clasament)                     | Poziția maximă | Referință |
| ------------------------------------ | -------------- | --------- |
| Europa (Billboard — European Albums) | 8              | [ 76 ]    |
| Irlanda (IRMA)                       | 1              | [ 73 ]    |
| Regatul Unit (UK Albums Chart)       | 1              | [ 73 ]    |
| Regatul Unit (UK Digital Albums)     | 2              | [ 80 ]    |
| Regatul Unit (UK R&B Albums)         | 1              | [ 81 ]    |
| Scoția (OCC — Scottish Albums)       | 2              | [ 82 ]    |
| United World Chart (Media Traffic)   | 4              | [ 77 ]    |

| Țară (clasament)   | Poziția maximă | Referință |
| 2010               | 2010           | 2010      |
| ------------------ | -------------- | --------- |
| Irlanda            | 16             | [ 83 ]    |
| Regatul Unit       | 6              | [ 79 ]    |
| 2011               |                |           |
| Europa (Billboard) | 39             | [ 84 ]    |
| Regatul Unit       | 33             | [ 85 ]    |

| Predecesor: Crazy Love de Michael Bublé                       | Locul 1 în Ireland Albums Chart 12 noiembrie 2009 - 27 noiembrie 2009                               | Succesor: I Dreamed a Dream de Susan Boyle                  |
| Predecesor: 3 Words de Cheryl Cole                            | Locul 1 în UK Albums Chart 15 noiembrie 2009 - 21 noiembrie 2009                                    | Succesor: Echo de Leona Lewis                               |
| Predecesor: This Is It de Michael Jackson Echo de Leona Lewis | Locul 1 în UK R&B Chart 15 noiembrie 2009 - 21 noiembrie 2009 29 noiembrie 2009 - 12 decembrie 2009 | Succesor: Echo de Leona Lewis The E.N.D. de Black Eyed Peas |

## Personal
- Sursă:[32]
- Voce: Aston Merrygold, Marvin Humes, Jonathan „JB” Gill, Oritsé Williams;
- Textieri: Aston Merrygold, Marvin Humes, Jonathan „JB” Gill, Oritsé Williams, Wayne Hector, Steve Mac, J. R. Rotem, Felicia Jensen, Fraser Smith, Taio Cruz, Mich Hansen, Jonas Jeberg, Chris Braide, Paul Barry, Graham Stack, Lars Jensen, Martin Larsson, Ali Tennant, C. Shack, K. Karlin, Michael Warren, Brandon White, Sean Hurley, Paul Meehan, Ayak Thiik, Jamie Scott, Tim Woodcock;
- Producători: Wayne Hector, Steve Mac, J.R. Rotem, Fraser T. Smith, Metrophonic, DEEKAY, Soulshock & Karlin, Jonas Jeberg & Cutfather.

## Certificări
| \| Țara \| Vânzări/ puncte \| Certificare \| Referințe \| \| ------------ \| --------------- \| ----------- \| -------------------- \| \| Irlanda \| +30.000 \| \| [86] \| \| Regatul Unit \| +1.200.000 \| \| [24][25][66][87][88] \| | Note - reprezintă „dublu disc de platină”; - reprezintă „triplu disc de platină”; |             |                                    |
| Țara | Vânzări/ puncte                                                                   | Certificare | Referințe                          |
| Irlanda | +30.000                                                                           |             | [ 86 ]                             |
| Regatul Unit | +1.200.000                                                                        |             | [ 24 ] [ 25 ] [ 66 ] [ 87 ] [ 88 ] |

## Datele lansărilor
| Țara         | Data lansării    | Casă de discuri | Format                           | Referințe   |
| ------------ | ---------------- | --------------- | -------------------------------- | ----------- |
| Irlanda      | 6 noiembrie 2009 | Epic Records    | compact disc descărcare digitală | [ 2 ]       |
| Regatul Unit | 9 noiembrie 2009 | Epic Records    | compact disc descărcare digitală | [ 3 ] [ 4 ] |